# レベッカ・ローミン
レベッカ・ローミン（Rebecca Romijn, 1972年11月6日 - ）は、アメリカ合衆国カリフォルニア州出身のモデル・女優である。オランダ系。俳優のジョン・ステイモスと結婚中はレベッカ・ローミン＝ステイモスの名前で活動していた。レベッカ・ロメイン、レベッカ・ロミジン等と表記されることもあるが、英語での発音は/roʊˈmeɪn/で「ロウメイン」が近い。

## 略歴
父親は家具職人、母親は教師。カリフォルニア大学サンタクルーズ校在学中、友人に連れられてモデル・エージェンシーに行き、すぐにモデルとなってパリに2年ほど住んだ。フランスの『ELLE』誌の表紙を飾ったり、ヴィクトリアズ・シークレットのショーで活躍した。
その後女優業に興味を持ち、MTVの番組『House of Style』（ファッション、特にモデルを取り上げた番組）の司会を務めたり、『フレンズ』へのゲスト出演で知名度を上げていった。2000年に公開された『X-メン』では、全身に青いペイントを施してミスティーク役を演じた。メイクには毎回8時間かかったという。続編二作にも出演した。
2002年の『ファム・ファタール』では男を惑わす悪女ロールを演じた。2003年には同映画のPRのために初来日し、当時夫だったジョン・ステイモスと東京ディズニーシーなどを観光していたという。

### 私生活
モデル時代に出会って1998年に結婚した俳優のジョン・ステイモスとは2004年に別居し、2005年に離婚。それまでクレジットに付けていた「-Stamos（＝ステイモス）」は以降の出演作では外れている。2007年7月14日、俳優のジェリー・オコンネルと結婚。2008年12月双子の女の子（ドリー・レベッカ・ローズ、チャーリー・タマラ・チューリップ）を出産した。

## 主な出演作品

### 映画
| 公開年 | 邦題 原題                                                               | 役名                                 | 備考           |
| ------ | ----------------------------------------------------------------------- | ------------------------------------ | -------------- |
| 1998   | ダーティ・ワーク Dirty Work                                             | Bearded Lady                         |                |
| 1999   | ヒュー・ヘフナー 「プレイボーイ」の帝王 Hefner: Unauthorized            | キンバリー・ヘフナー                 | テレビ映画     |
| 1999   | オースティン・パワーズ:デラックス Austin Powers: The Spy Who Shagged Me | 本人役                               |                |
| 2000   | X-メン X-MEN                                                            | ミスティーク                         |                |
| 2002   | ローラーボール Roller Ball                                              | オーロラ                             |                |
| 2002   | ファム・ファタール Femme Fatale                                         | ロール／リリー                       |                |
| 2002   | シモーヌ S1m0ne                                                         | フェイス                             | クレジット無し |
| 2002   | X-MEN2 X2                                                               | レイブン・ダークホルム／ミスティーク |                |
| 2004   | パニッシャー The Punisher                                               | ジョアン                             |                |
| 2004   | アダム -神の使い 悪魔の子- Godsend                                      | ジェシー・ダンカン                   |                |
| 2006   | 男と女の大人可愛い恋愛法則 Man About Town                               | ニーナ                               |                |
| 2006   | X-MEN:ファイナル ディシジョン X-Men: The Last Stand                     | レイブン・ダークホルム／ミスティーク |                |
| 2006   | 浮気のアリバイ作ります。 The Alibi                                      | ローラ                               |                |
| 2011   | X-MEN:ファースト・ジェネレーション X-Men: First Class                   | ミスティーク                         | カメオ出演     |
| 2019   | サタニックパニック Satanic Panic                                        | ダニカ・ロス                         |                |
| 2026   | Avengers: Doomsday                                                      | ミスティーク                         |                |

### テレビシリーズ
| 放映年    | 邦題 原題                                                                 | 役名                 | 備考                                                               |
| --------- | ------------------------------------------------------------------------- | -------------------- | ------------------------------------------------------------------ |
| 1997      | フレンズ Friends                                                          | シェリル             | シーズン4 第6話 "恋人はダーティー・ガール"                         |
| 2000      | ジャック&ジル Jack & Jill                                                 | パリス・エヴェレット | シーズン1 第19話 "Starstruck"                                      |
| 2006      | PEPPER～恋するアンカーウーマン Pepper Dennis                              | ペッパー・デニス     | 主演で13エピソードに出演                                           |
| 2007-2008 | アグリー・ベティ Ugly Betty                                               | アレクシス・ミード   | 33エピソードに出演                                                 |
| 2009-2010 | Eastwick                                                                  | ロクシー             | 13エピソードに出演                                                 |
| 2011      | きんきゅうしゅつどう隊 OSO Special Agent Oso                              | ミス・ガルシア       | シーズン2 第20話 "Lost and Get Found/A View to the Truth" 声の出演 |
| 2011      | チャック Chuck                                                            | ロビン               | シーズン5 第6話 "チャック VS バトウスキー家の呪い"                 |
| 2011-2012 | NTSF:SD:SUV:: NTSF:SD:SUV                                                 | ジェシー・ニコルズ   | 17エピソードに出演                                                 |
| 2013      | バーニング・ラブ Burning Love                                             | ケイティ             | 2エピソードに出演                                                  |
| 2014-2018 | ライブラリアンズ The Librarians                                           | イヴ・ベアード       | 42エピソードに出演                                                 |
| 2015      | アドベンチャー・タイム Adventure Time                                     | The Empress          | 2エピソード 声の出演                                               |
| 2015      | ル・ポールのドラァグ・レース RuPaul's Drag Race                           | 本人                 | シーズン7 第11話 "Hello, Kitty Girls!" ゲスト・ジャッジ            |
| 2019      | スタートレック:ディスカバリー Star Trek: Discovery                        | ナンバーワン         | シーズン2 第4話 "カロンへ"、第13話 "甘い悲しみ"                    |
| 2019      | スタートレック:ショートトレック Star Trek: Short Treks                    | ナンバーワン         | シーズン2 第1話                                                    |
| 2022-     | スタートレック:ストレンジ・ニュー・ワールド Star Trek: Strange New Worlds | ナンバーワン         | メイン                                                             |